# The Belle of Broadway
The Belle of Broadway è un film muto del 1926 diretto da Harry O. Hoyt.

## Trama
Dopo aver spopolato a Broadway, l'attrice nota col nome d'arte di "madame Adele" ottiene un successo strepitoso anche a Parigi, città nella quale si stabilisce a partire dagli anni finali del XIX secolo. A questo periodo di fama risale una grande sventura che colpisce Adele: suo marito, poco equilibrato e geloso dei vari ammiratori della donna, e in particolare del conte Raoul de Parma, rapisce il figlioletto comune Paul, per scomparire insieme ad esso senza lasciare più traccia.
Gli anni passano, e con essi la fama: Adele, ormai sulla sessantina, da tempo non solo non riesce a trovare neanche un piccolo ruolo a teatro, appannaggio delle giovani generazioni, ma ha perso tutti i contatti e le amicizie e si è chiusa in una vita solitaria, mantenendo rapporti solo col suo vecchio impresario, Penelli, e con la giovane amica, acquisita di recente, Marie Duval, che abita con lei (e la conosce solo col nome Adele). Caso vuole che Marie assomigli moltissimo ad Adele quand'era giovane: l'attrice quindi, in combutta con Penelli, riesce a convincere Marie a farsi passare per Adele stessa, prodigiosamente ringiovanita grazie ai miracoli della chirurgia plastica. Dopo un opportuno training, Marie, col nome di – e spacciandosi per – Adele, inizia a calcare le scene con successo – il che riesce a lenire l'amarezza di Adele e a irrobustirne l'orgoglio -, mentre contemporaneamente inizia una relazione amorosa con tale Paul Merlin, suo coetaneo, giunto da poco in città. Paul, il cui padre è morto quand'egli era un ragazzino, nulla sa della propria madre.
Marie riesce ad ingannare tutti i vecchi ammiratori (di Adele), coi quali si riunisce spesso in cene e ricevimenti, ma non Raoul de Parma che, col tempo, scopre il raggiro, e informa Paul (e Marie) del fatto che sua madre è (o era) l'attrice Adele. Ma nello stesso tempo nasce uno screzio fra Paul e il conte, e i due si sfidano a duello. Grande è l'apprensione di tutti, perché Raoul de Parma è il miglior tiratore di tutta Parigi. Ma il conte è pur sempre un gentiluomo, a modo suo, e, al duello, spara in aria (mentre viene ferito superficialmente alla mano dall'inesperto giovane).
Madre e figlio si riuniscono, mentre la falsa identità di Marie diviene di dominio pubblico, ma viene sfruttata come trovata pubblicitaria per rilanciare il talento di Marie, nuova stella che brilla ora a proprio nome e per i propri meriti.

## Produzione
Il film fu prodotto dalla Columbia Pictures Corporation.

## Distribuzione
Distribuito dalla Columbia Pictures, il film uscì nelle sale cinematografiche USA il 15 agosto 1926.